# 松井町 (豊橋市)
松井町（まついちょう）は、愛知県豊橋市の地名。

## 地理
豊橋市中央南部に位置する。東は高師町、西は城山町・駒形町・磯辺下地町、南は芦原町、北は向草間町に接する。

### 字一覧
- 赤根（あかね）[WEB 5]
- 仲沖（なかおき）[WEB 5]
- 中新切（なかしんきり）[WEB 5]
- 松井（まつい）[WEB 5]
- 南新切（みなみしんきり）[WEB 5]

## 歴史

### 人口の変遷
国勢調査による人口および世帯数の推移。
| 1995年（平成7年）  | 331世帯 1121人 |  |
| 2000年（平成12年） | 416世帯 1242人 |  |
| 2005年（平成17年） | 426世帯 1243人 |  |
| 2010年（平成22年） | 462世帯 1241人 |  |
| 2015年（平成27年） | 473世帯 1252人 |  |

### 沿革
- 寛文2年（1662年）頃 - 三河国渥美郡松井新田が成立[2]。吉田藩領[2]。
- 1878年（明治11年） - 磯辺村の一部となる[2]。
- 1932年（昭和7年） - 渥美郡高師村磯辺の一部により、豊橋市松井町が成立[2]。

## 交通
- 国道259号[1]

## 施設
- 神明社[1]

### WEB
1. ↑  “愛知県豊橋市の町丁・字一覧”.   人口統計ラボ. 2023年4月13日閲覧。
2. ↑  総務省統計局 (2017年1月27日). “平成27年国勢調査の調査結果(e-Stat) - 男女別人口及び世帯数 －町丁・字等” (CSV). 2021年7月21日閲覧。
3. ↑  “愛知県豊橋市の郵便番号一覧”.   日本郵便. 2023年4月13日閲覧。
4. ↑  “市外局番の一覧” (PDF).   総務省 (2022年3月1日). 2022年3月22日閲覧。
5. 1 2 3 4 5  “愛知県豊橋市 住所一覧から地図を検索”.   ONE COMPATH. 2023年8月17日閲覧。
6. ↑  総務省統計局 (2014年3月28日). “平成7年国勢調査の調査結果(e-Stat) - 男女別人口及び世帯数 －町丁・字等” (CSV). 2021年7月20日閲覧。
7. ↑  総務省統計局 (2014年5月30日). “平成12年国勢調査の調査結果(e-Stat) - 男女別人口及び世帯数 －町丁・字等” (CSV). 2021年7月20日閲覧。
8. ↑  総務省統計局 (2014年6月27日). “平成17年国勢調査の調査結果(e-Stat) - 男女別人口及び世帯数 －町丁・字等” (CSV). 2021年7月21日閲覧。
9. ↑  総務省統計局 (2012年1月20日). “平成22年国勢調査の調査結果(e-Stat) - 男女別人口及び世帯数 －町丁・字等” (CSV). 2021年7月21日閲覧。
10. ↑  総務省統計局 (2017年1月27日). “平成27年国勢調査の調査結果(e-Stat) - 男女別人口及び世帯数 －町丁・字等” (CSV). 2021年7月21日閲覧。

### 書籍
1. 1 2 3 4  「角川日本地名大辞典」編纂委員会 1989, p. 1796.
2. 1 2 3 4  「角川日本地名大辞典」編纂委員会 1989, p. 1247.